# Codificació Manchester diferencial

Fig.1 Senyal Manchester diferencial

Codificació Manchester diferencial (també BMC, acrònim de biphase mark code), en telecomunicacions i emmagatzemament de dades, és una conversión de cada bit original en un canvi d'estat de "0" a "1" o de "1" a "0", i a més a més, hi ha una altra línia negada a l'anterior.

## Propietats
Avantatges:
- Es pot recuperar el senyal de rellotge molt fàcilment, ja que hi ha una transició cada bit.
- Major immunitat al soroll, ja que només detectem transicions i no nivells de tensió. A diferència de la codificació diferencial, només detectem la diferència de dos senyals. Si hi ha soroll a les dues línies, llavors en fer la diferència s'anul·la el soroll.

Desavantatges:
- Amplada de banda doble.

## Aplicacions
Hi ha aplicacions en emmagatzematge de dades de tipus magnètic i òptic, busos de comunicacions d'ùdio AES/EBU i S/PDIF. targetes magnètiques segons la norma ISO/IEC 7811.